# IEEE 1609
IEEE 1609 és una normativa internacional (creada per l'IEC) que es refereix a les comunicacions sense fils i de curt abast per a aplicacions vehiculars. Fou redactada a partir de la norma WAVE (Wirelesss Access Vehicular Environments). La darrera versió es pot esbrinar aquí.

## Característiques
L'objectiu principal d'IEEE 1609 és proporcionar comunicació ja sigui V2V (vehicle a vehicle), com V2I (vehicle a infraestructura) en un entorn ràpidament canviant, en el qual, l'intercanvi d'informació cal ser completada en un període molt curt. Algunes de les aplicacions són la gestió de autovies, la prevenció d'accidents, la gestió del temps de ruta, la gestió d'emergències, informació al viatger, etc
Propietats:
- IEEE 1609 defineix la capa física (PHY) i la capa d'enllaç (MAC).
- Reducció dels temps i càrrega a l'hora d'establir les comunicacions respecte la norma IEEE 802.11
- Defineix un nou tipus WBSS respecte la norma IEEE 802.11
- La capa física es basa en l'estàndard 802.11a i usa modulació OFDM (Orthogonal Frequency-Division Multiplexing). L'anplada de banda es reduí de 20 Mhz a 10 Mhz, amb això s'aconsegueix reducir el retard de difusió. L'espectre de banda reservat per a 802.11p està dividit en 7 canals, aquests canals estan numerats des del 172 al 184.

## Parts de la norma
IEEE 1609.2 : inclou els serveis de seguretat i manegament de missatges.
IEEE 1609.3 : inclou el servei de xarxa.
IEEE 1609.4 : inclou l'operació multicanal.
IEEE 1609.11 : inclou el protocol d'intercanvi de dades per a fer pagaments electrònics.

## Protocols
- WSMP
- IPv6